# Яворский, Станислав
Станислав Яворский (пол. Stanisław Jaworski; 12 февраля 1895, Долина — 28 октября 1970, Варшава, Польша) — польский актёр театра, кино и радио.

## Биография
Учился актёрскому искусству на частных курсах. Дебютировал в театре в 1913 г. во Львове, затем работал в театрах в разных польских городах (Краков, Торунь, Познань, Варшава). Создал много актёрских воплощений в спектаклях «театра телевидения» и радиопостановках. В «радиоповести» о рабочей семье Матысяков, которая еженедельно имела продолжение, выступал с 1956 по 1970 год в роли Клеменса Колясиньского.
С. Яворский похоронен на варшавском кладбище Старые Повонзки.

## Избранная фильмография
- 1937 — Знахарь / Znachor (эпизод).
- 1948 — Моё сокровище / Skarb — квартирант Хальны, инкассатор.
- 1953 — Дело, которое надо уладить / Sprawa do załatwienia — портье.
- 1954 — Недалеко от Варшавы / Niedaleko Warszawy — Сливик, мастер в металлургическом заводе.
- 1954 — Автобус отходит в 6.20 / Autobus odjeżdża 6:20 — Эдвард Рыжик, парикмахер.
- 1955 — Три старта / Trzy starty — мастер в металлургическом заводе.
- 1955 — Подгале в огне / Podhale w ogniu — адъютант Радоцкого.
- 1955 — Ирена, домой! / Irena do domu! — продавец в магазине игрушек.
- 1956 — Человек на рельсах / Człowiek na torze — Франек, железнодорожник.
- 1957 — Обломки корабля / Wraki — врач, член коллектива корабля.
- 1957 — Шляпа пана Анатоля / Kapelusz pana Anatola — майор милиции.
- 1958 — Позвоните моей жене / Co řekne žena? (Чехословакия / Польша) — Стемповский, отец Збигнева.
- 1958 — Прощания / Pożegnania — доктор Яновский, гость графини Розы.
- 1958 — Пан Анатоль ищет миллион / Pan Anatol szuka miliona — майор милиции.
- 1959 — Инспекция пана Анатоля / Inspekcja pana Anatola — майор милиции.
- 1960 — Косоглазое счастье / Zezowate szczęście — часовой мастер.
- 1960 — Цена одного преступления / Historia współczesna — Альбиновский, отец Баси (нет в титрах)
- 1964 — Барбара и Ян / Barbara i Jan (телесериал) — руководитель делегации на строительстве (только в 3-й серии).
- 1965 — Нелюбимая / Niekochana — судебный исполнитель
- 1966 — Домашняя война / Wojna domowa (телесериал) — почтальон (только в 10-й серии).
- 1967 — Невероятные приключения Марека Пегуса / Niewiarygodne przygody Marka Piegusa (телесериал) — директор зоопарка (только в 6-й серии).

## Признание
- 1957 — Рыцарь Ордена Возрождения Польши.
- 1958 — Награда «Комитета в дела радио и телевидение» за роль в радиопередаче «Матысякове».